# Saint-Igest
Saint-Igest é uma comuna francesa na região administrativa de Occitânia, no departamento de Aveyron. Estende-se por uma área de 11,72 km². Em 2010 a comuna tinha 190 habitantes (densidade: 16,2 hab./km²).